# Myadestes townsendi
Myadestes townsendi е вид птица от семейство Turdidae.

## Разпространение
Видът е разпространен в Канада, Мексико и САЩ.